# Mountain Village (Kolorado)
Mountain Village – miasto w Stanach Zjednoczonych, w stanie Kolorado, w hrabstwie San Miguel.